# Gare de Saint-Galmier - Veauche
Gare de Saint-Galmier - Veauche vasútállomás Franciaországban, Veauche településen.

## Vasútvonalak
Az állomást az alábbi vasútvonalak érintik:
- Moret–Lyon-vasútvonal

## Kapcsolódó állomások
A vasútállomáshoz az alábbi állomások vannak a legközelebb:
- Gare de Bouthéon (Lyon-Perrache pályaudvar)
- Gare de Montrond-les-Bains (Gare de Moret - Veneux-les-Sablons)